# Temperatures d'Anglaterra Central
El registre de temperatures de l'Anglaterra Central és el conjunt de dades meteorològiques originàriament publicades pel professor Gordon Manley el 1953. Les mitjanes mensuals de temperatura en la superfície per la regió dels Midlands d'Anglaterra, es donen (en graus Celsius) des de l'any 1659 fins a l'actualitat.
Aquest registre és la sèrie, de mesos amb la seva temperatura mitjana, més llarga que existeix al món. Són unes dades valuoses per als meteoròlegs i els climatòlegs, És mensual des de 1659 i des de 1772 hi ha la versió diària. Ls mitjanes de temperatura mensuals des de novembre 1722 es donen amb una precisió de 0,1 °C. Els primers anys de les sèries des de 1659 a octubre de 1722 inclusivament, en la seva maajor part només tenen les mitjanes mensuals donades per al següent grau o per mig grau, però tot i això hi ha precisió de 0,1 °C per al període de 1699 a 1706 inclusivament.

## Qualitat de les dades
Hi ha alguns problemes en els anys primerencs quan es van usar algunes dades no instrumentals

## Tendències

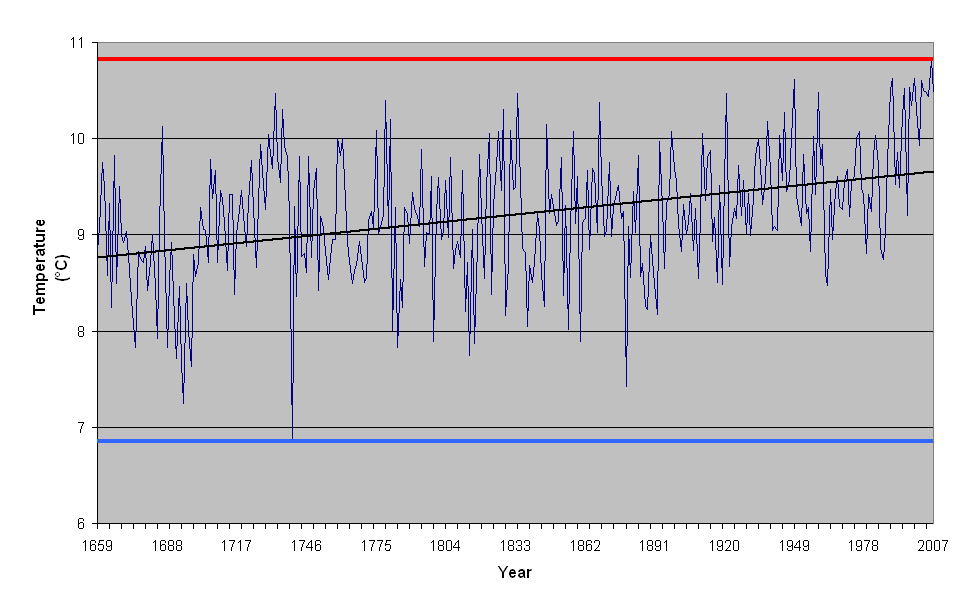
Temperatura mitjana anual

Durant els segles xviii i xix hi va haver un període fred que coincidí amb hiverns amb molta neu i generalment estius frescos, les temperatures fluctuaren àmpliament però amb poca tendència. Des de 1910 les temperatures s'incrementaren lleugerament fins a 1950 quan s'0estabilitzaren fins a la forta pujada de cap a 1975. les temperatures en les dècades més recents (anys 2001-2010) van ser lleugerament més altes en totes les estacions que la nitjana a llarg termini.
Per als anys recent hi ha dues versions de les sèries: la "oficial" mantinguda pel Hadley Centre, i la versió a càrrec de Philip Eden which que ell diu que són més consistents amb les sèries compilades originàriament per Manley.
Els registres de les hores de Sol a l'Anglaterra central començaren el 1929 

## Extremes
prenent el període de 353 anys complet:

### Més càlides
| Període                    | Record   | Any           |
| -------------------------- | -------- | ------------- |
| Any                        | 10.82 °C | 2006          |
| Primavera (Març - Maig)    | 10.23 °C | 2011          |
| Estiu (Juny-Agost)         | 17.77 °C | 1976          |
| Tardor (Setembre-Novembre) | 12.62 °C | 2006          |
| Hivern (December-February) | 6.77 °C  | 1869          |
| Gener                      | 7.5 °C   | 1916          |
| Febrer                     | 7.9 °C   | 1779          |
| Març                       | 9.2 °C   | 1957          |
| Abril                      | 11.8C    | 2011          |
| Maig                       | 15.1 °C  | 1833          |
| Juny                       | 18.2 °C  | 1846          |
| Juliol                     | 19.7 °C  | 2006          |
| Agost                      | 19.2 °C  | 1995          |
| Setembre                   | 16.8°    | 2006          |
| Octubre                    | 13.3 °C  | 2001          |
| Novembre                   | 10.1 °C  | 1994          |
| Desembre                   | 8.1 °C   | 1974 and 1934 |

### Més fredes
- L'any més fred va ser 1740 amb una mitjana de 6,84 °C
- El mes més fred va ser gener de 1795 amb una temperatura mensual mitjana de -3.1 °C.
- Van passar 60 anys fins que es va trencar el rècord del mes més fred, el mes de febrer de 1947 va tenir una temperatura de -1.9 °C, trencant el rècord de 1895.
- L'hivern més fred (Desembre. Gener, Febrer) va ser el de 1684 amb una mitjana de -1.17 °C. El devastador hivern centrat el gener de 1963 va ser el tercer hivern més fred (amb una mitjana de -0.33 °C).
- L'estiu més fred va ser el de 1725 amb una mitjana de 13,10 °C.
- El quatre mesos (Març. Maig, Juny i Setembre) amb el rècord de les temperatures més baixes estan al segle xvii.